# Cierges
Pour les articles homonymes, voir Cierge.
Cierges est une commune française située dans le département de l'Aisne en région Hauts-de-France.

## Géographie

### Hydrographie
La commune est située dans le bassin Seine-Normandie. Elle est drainée par l'Ourcq, le cours d'eau 01 du Bas le ruisseau, le cours d'eau 02 de la commune de Cierges, le cours d'eau 03 de la commune de Cierges, le fossé 01 de la commune de Cierges, le ru de Coupe et un autre petit cours d'eau,.
L'Ourcq, d'une longueur de 86 km, prend sa source dans la commune de Courmont et se jette  dans la Marne en limite de Mary-sur-Marne et de Lizy-sur-Ourcq, face à Isles-les-Meldeuses, après avoir traversé 36 communes.

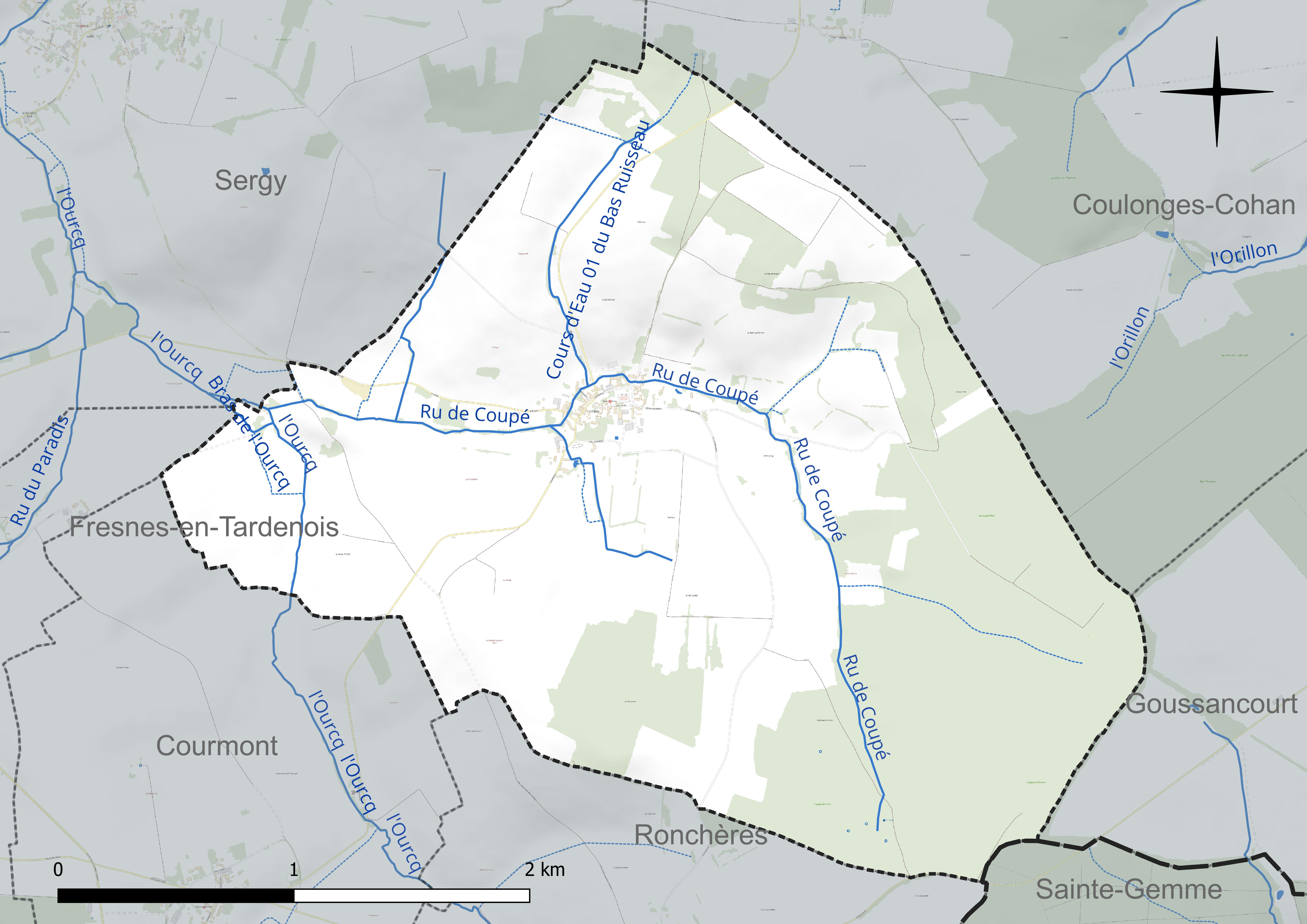
Réseau hydrographique de Cierges.

### Climat
Pour des articles plus généraux, voir Climat des Hauts-de-France et Climat de l'Aisne.
En 2010, le climat de la commune est de type climat océanique dégradé des plaines du Centre et du Nord, selon une étude du CNRS s'appuyant sur une série de données couvrant la période 1971-2000. En 2020, Météo-France publie une typologie des climats de la France métropolitaine dans laquelle la commune est exposée à un climat océanique altéré et est dans la région climatique Nord-est du bassin Parisien, caractérisée par un ensoleillement médiocre, une pluviométrie moyenne régulièrement répartie au cours de l'année et un hiver froid (3 °C).
Pour la période 1971-2000, la température annuelle moyenne est de 10,2 °C, avec  une amplitude thermique annuelle de 15,4 °C. Le cumul annuel moyen de précipitations est de 769 mm, avec 11,6 jours de précipitations en janvier et 8,6 jours en juillet. Pour la période 1991-2020 la température moyenne annuelle observée sur la station météorologique la plus proche, située sur la commune de Chambrecy à 16 km à vol d'oiseau, est de 10,7 °C et le cumul annuel moyen de précipitations est de 734,0 mm,. Pour l'avenir, les paramètres climatiques de la commune estimés pour 2050 selon différents scénarios d'émission de gaz à effet de serre sont consultables sur un site dédié publié par Météo-France en novembre 2022.

## Urbanisme

### Typologie
Au 1er janvier 2024, Cierges est catégorisée commune rurale à habitat dispersé, selon la nouvelle grille communale de densité à 7 niveaux définie par l'Insee en 2022.
Elle est située hors unité urbaine et hors attraction des villes,.

### Occupation des sols
L'occupation des sols de la commune, telle qu'elle ressort de la base de données européenne d'occupation biophysique des sols Corine Land Cover (CLC), est marquée par l'importance des territoires agricoles (64,3 % en 2018), une proportion identique à celle de 1990 (64,3 %). La répartition détaillée en 2018 est la suivante : 
terres arables (55 %), forêts (35,7 %), prairies (9,4 %).
L'évolution de l'occupation des sols de la commune et de ses infrastructures peut être observée sur les différentes représentations cartographiques du territoire : la carte de Cassini (XVIIIe siècle), la carte d'état-major (1820-1866) et les cartes ou photos aériennes de l'IGN pour la période actuelle (1950 à aujourd'hui).

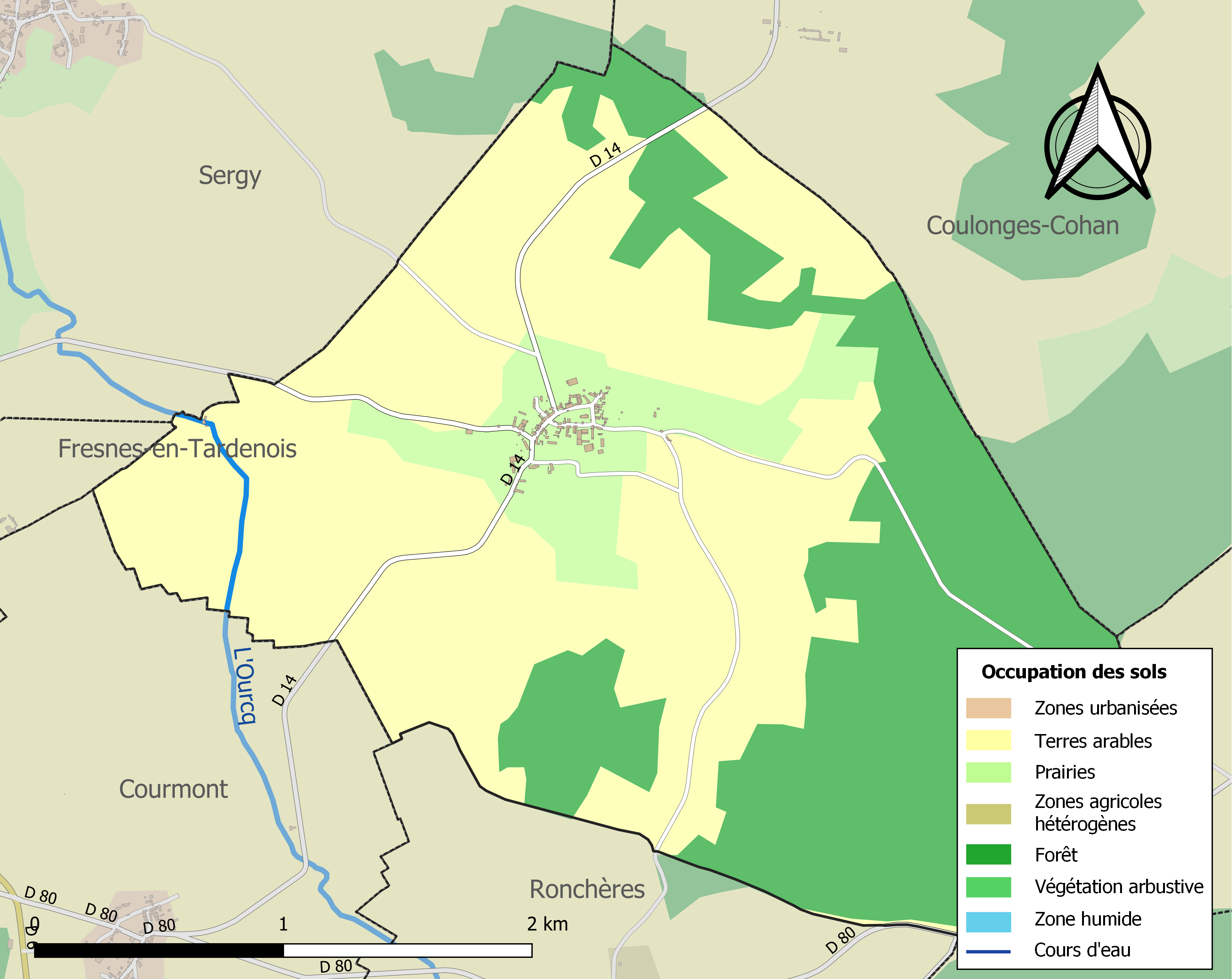
Carte des infrastructures et de l'occupation des sols de la commune en 2018 (CLC).

## Toponymie
Le nom de la localité est attesté sous les formes Cirgis (1154) ; Cierge (1234) ; Sierges (1383).

## Histoire
La présence d'activités humaines d'époque gallo-romaine et mérovingienne est attestée sur la commune de Cierges à la suite de la découverte en 1851 d'une nécropole sur le site dit de Caranda. Caranda, monticule de 3 Ha a été fouillé par F. Moreau en 1873-75 qui a mis au jour près de 2 500 sépultures allant de la Tène à l'époque mérovingienne.  

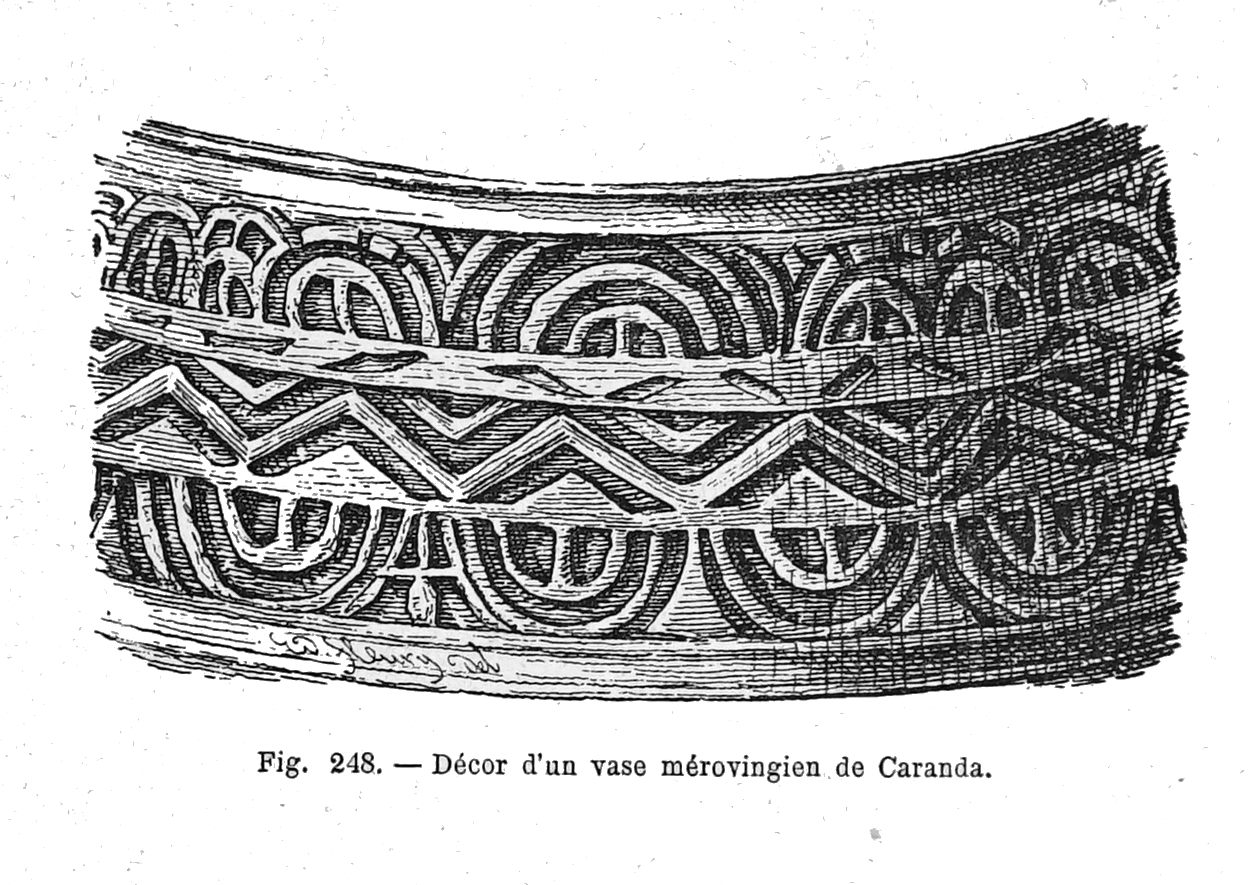
Objets trouvés
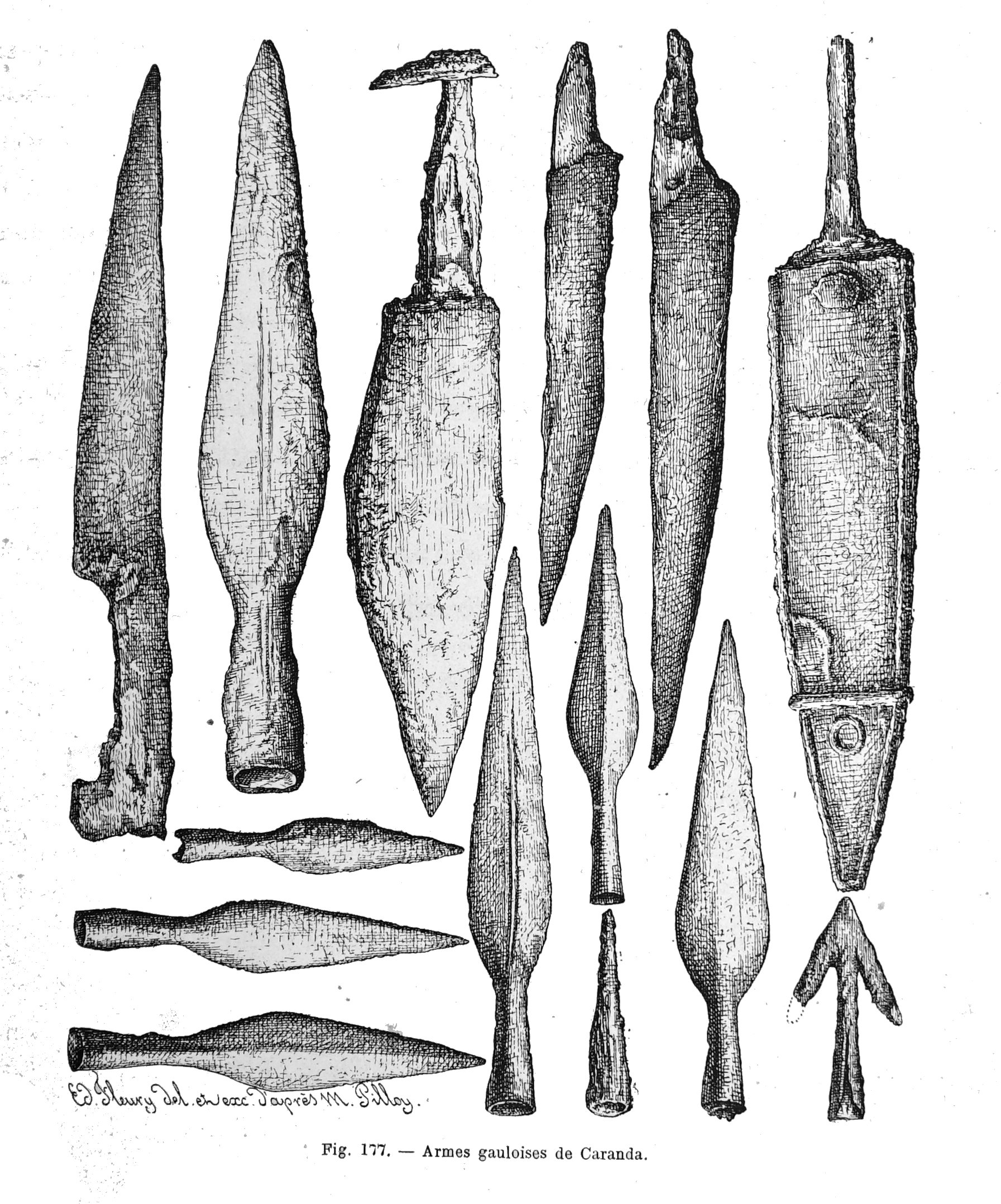
lors de fouilles.

## Politique et administration

### Découpage territorial
La commune de Cierges est membre de la communauté d'agglomération de la Région de Château-Thierry, un établissement public de coopération intercommunale (EPCI) à fiscalité propre créé le 1er janvier 2017 dont le siège est à Étampes-sur-Marne. Ce dernier est par ailleurs membre d'autres groupements intercommunaux.
Sur le plan administratif, elle est rattachée à l'arrondissement de Château-Thierry, au département de l'Aisne et à la région Hauts-de-France. Sur le plan électoral, elle dépend du  canton de Fère-en-Tardenois pour l'élection des conseillers départementaux, depuis le redécoupage cantonal de 2014 entré en vigueur en 2015, et de la cinquième circonscription de l'Aisne  pour les élections législatives, depuis le dernier découpage électoral de 2010.

### Administration municipale
Le nombre d'habitants de la commune étant inférieur à 100, le nombre de membres du conseil municipal est de 7.

#### Liste des maires
| Période                                  | Période                       | Identité           | Étiquette | Qualité                                           |
| ---------------------------------------- | ----------------------------- | ------------------ | --------- | ------------------------------------------------- |
| Les données manquantes sont à compléter. |                               |                    |           |                                                   |
| mars 2001                                | mai 2020                      | Gérard Bethgnies   | DVD       | Retraité agricole Réélu pour le mandat 2014-2020, |
| mai 2020                                 | En cours (au 12 juillet 2020) | Jean-Marie Bérèche |           |                                                   |

## Démographie
L'évolution du nombre d'habitants est connue à travers les recensements de la population effectués dans la commune depuis 1793. Pour les communes de moins de 10 000 habitants, une enquête de recensement portant sur toute la population est réalisée tous les cinq ans, les populations de référence des années intermédiaires étant quant à elles estimées par interpolation ou extrapolation. Pour la commune, le premier recensement exhaustif entrant dans le cadre du nouveau dispositif a été réalisé en 2008.

En 2022, la commune comptait 64 habitants, en évolution de −5,88 % par rapport à 2016 (Aisne : −1,97 %, France hors Mayotte : +2,11 %).
| 1793 | 1800 | 1806 | 1821 | 1831 | 1836 | 1841 | 1846 | 1851 |
| ---- | ---- | ---- | ---- | ---- | ---- | ---- | ---- | ---- |
| 154  | 289  | 275  | 335  | 321  | 327  | 335  | 325  | 303  |

| 1856 | 1861 | 1866 | 1872 | 1876 | 1881 | 1886 | 1891 | 1896 |
| ---- | ---- | ---- | ---- | ---- | ---- | ---- | ---- | ---- |
| 302  | 271  | 281  | 267  | 236  | 250  | 245  | 241  | 214  |

| 1901 | 1906 | 1911 | 1921 | 1926 | 1931 | 1936 | 1946 | 1954 |
| ---- | ---- | ---- | ---- | ---- | ---- | ---- | ---- | ---- |
| 207  | 207  | 219  | 136  | 130  | 129  | 120  | 117  | 124  |

| 1962 | 1968 | 1975 | 1982 | 1990 | 1999 | 2006 | 2008 | 2013 |
| ---- | ---- | ---- | ---- | ---- | ---- | ---- | ---- | ---- |
| 122  | 111  | 121  | 78   | 81   | 62   | 72   | 75   | 72   |

| 2018 | 2022 | - | - | - | - | - | - | - |
| ---- | ---- | - | - | - | - | - | - | - |
| 64   | 64   | - | - | - | - | - | - | - |

## Culture locale et patrimoine

### Lieux et monuments
- Dolmen de Caranda.
- Église Notre-Dame de Cierges.

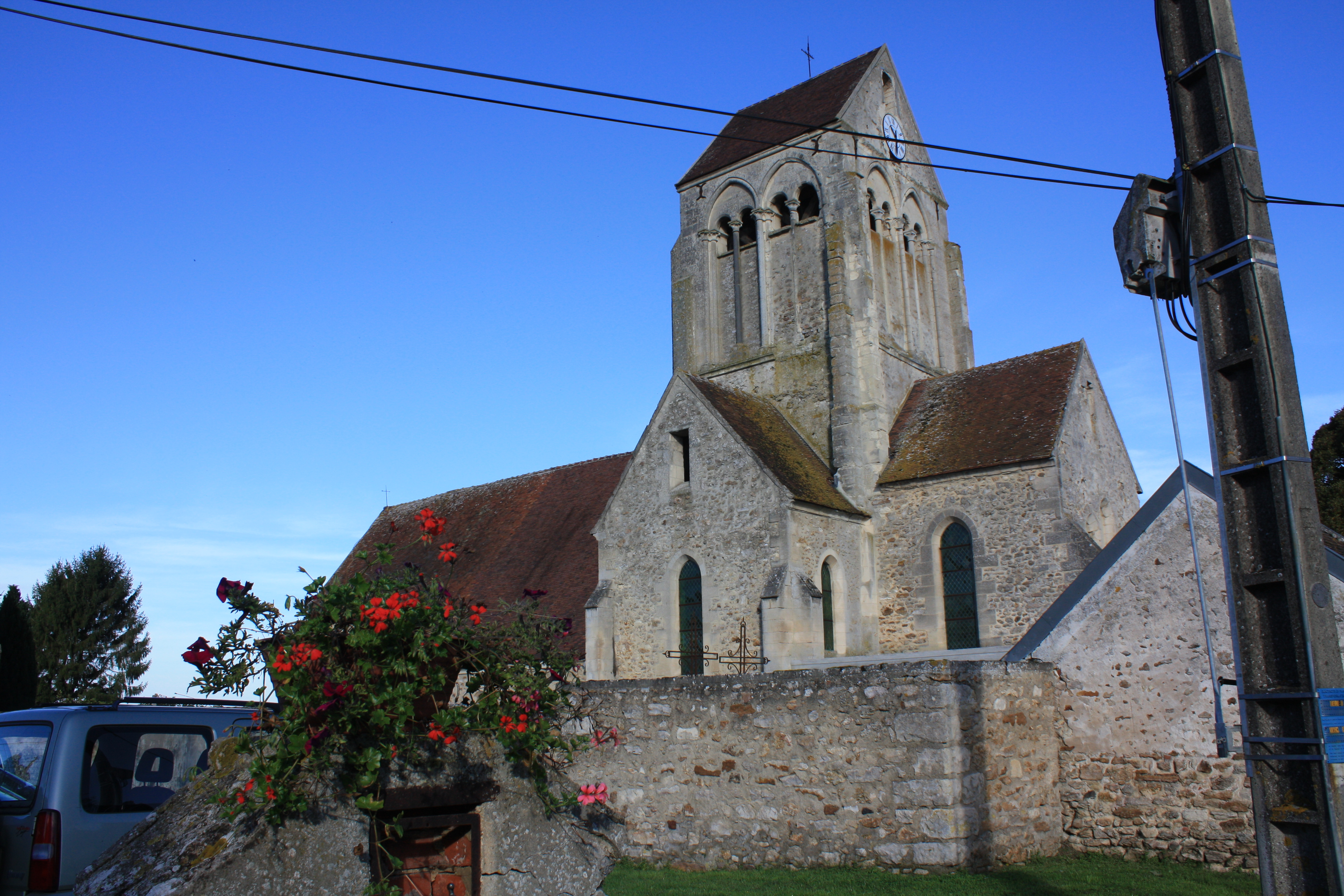
Église Notre-Dame.
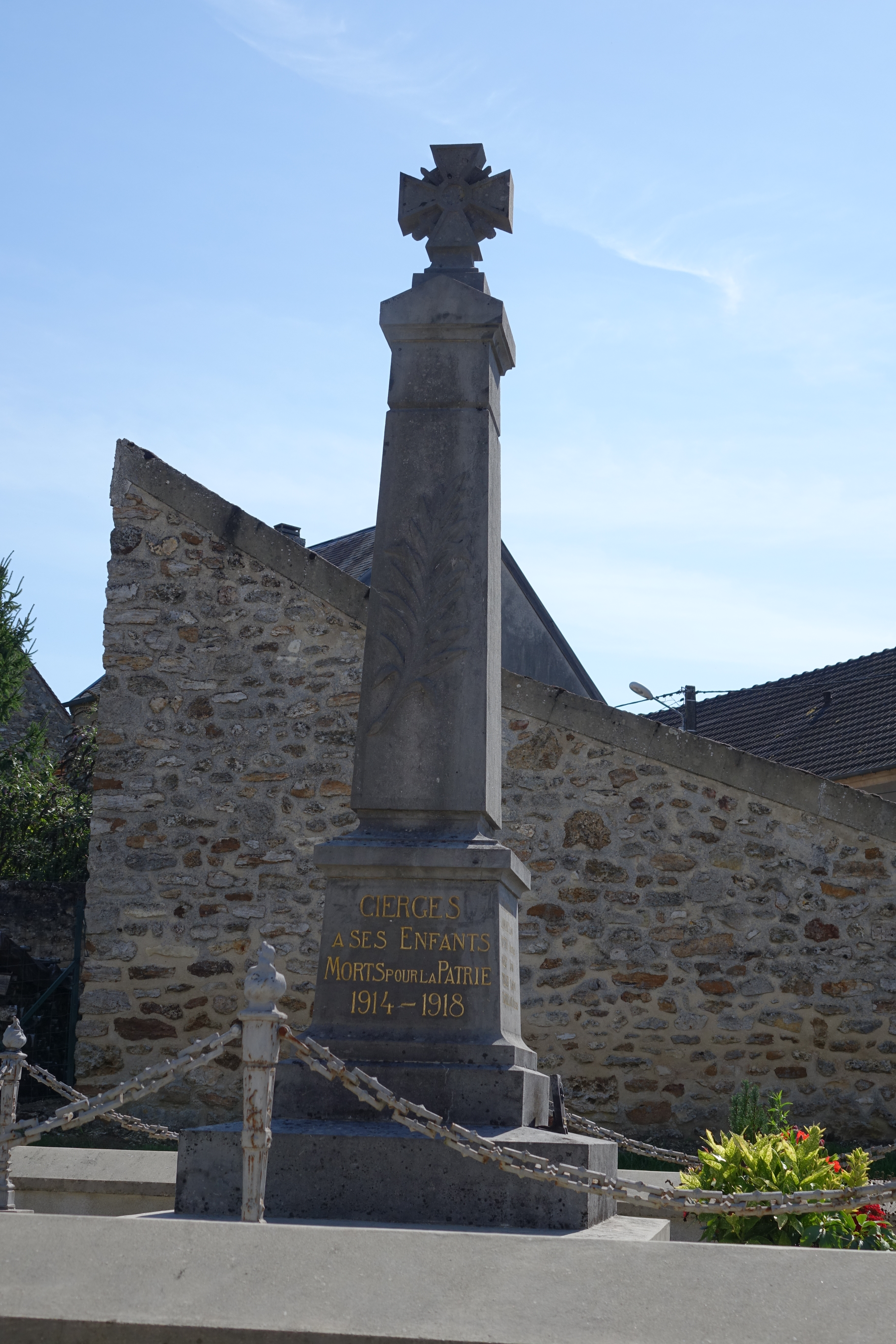
Monument aux morts.

### Héraldique
| Blason de Cierges | Blason  | D'azur à la tour d'argent, maçonnée de sable, terrassée de sinople et soutenue par deux lions affrontés d'or. Ornements extérieursCroix de guerre 1914-1918 |
| Blason de Cierges | Détails | Le statut officiel du blason reste à déterminer. |

## Pour approfondir